# Referendum in Siria del 1958
I referendum in Siria del 1958 si tennero il 21 febbraio ed ebbero ad oggetto la formazione della Repubblica Araba Unita e la nomina di Gamal Abd el-Nasser come suo Presidente.

## Risultati

### Formazione della Repubblica Araba Unita
| Scelta             | Voti      | %     |
| ------------------ | --------- | ----- |
| Sì                 | 1.312.859 | 99,99 |
| No                 | 139       | 0,01  |
| Totale             | 1.312.998 |       |
| Elettori/affluenza | 1.431.060 | 91,75 |

### Nomina di Gamal Abdel Nasser come Presidente della Repubblica Araba Unita
| Scelta             | Voti      | %     |
| ------------------ | --------- | ----- |
| Sì                 | 1.312.808 | 99,99 |
| No                 | 190       | 0,01  |
| Totale             | 1.312.998 | 100   |
| Elettori/affluenza | 1.431.060 | 91,75 |